# Martin Mystery: L'Acchiappamostri
Martin Mystery: L'Acchiappamostri (in inglese Martin Mystery: Monster Invasion) è un videogioco d'avventura per Nintendo DS, sviluppato e pubblicato nel 2008 da Ubisoft. È basato sulla serie animata di Martin Mystère (qui chiamato con il suo nome internazionale Martin Mystery), la quale a sua volta è liberamente ispirata ai fumetti di Martin Mystère, personaggio italiano creato da Alfredo Castelli e Giancarlo Alessandrini.

## Trama
A causa di un problema informatico all'interno del "Centro", l'organizzazione segreta per la quale collaborano Martin e la sua compagna di studi Diana, si sono aperti dei varchi dimensionali da cui sono fuoriuscite creature misteriose non identificate, le quali sono penetrate negli edifici e hanno fatto scattare gli allarmi. I due giovani studenti, insieme agli altri protagonisti della serie, devono quindi indagare su una serie di strani fenomeni paranormali per riuscire a catturare tutte le creature fuggite e rimandarle nella loro dimensione di appartenenza.

## Modalità di gioco
Il gioco può durare all'incirca 8 ore, con 15 missioni da svolgere in 6 diverse ambientazioni: la Torrington Academy, la caverna, il tempio, la vecchia villa, il palazzo nuovo e gli extraterrestri. Ci sono 10 tipi di minigiochi (battaglia contro i mostri, scassinatore, assemblaggio ecc.), con 8 tipi di mostri e 15 boss (zombi, maghi, spettri, mutanti ecc.).

## Colonna sonora
Dal videogioco è stato tratto un album contenente 20 brani della colonna sonora, realizzato dal musicista Elmobo nel 2020 e chiamato Martin Mystery and the Monster Invasion (Original Game Soundtrack).